# Urreligion
Urreligion es una forma postulada «original» o «más antigua» de la tradición religiosa  puesto que ur- es un prefijo alemán para original, primitivo, antiguo, primitivo o proto-. El concepto contrasta con la  religión organizada, como las teocracias de las primeras culturas urbanas del Antiguo Oriente Próximo o las religiones mundiales tal como se han desarrollado. El término se originó en el contexto del romanticismo alemán.

## Historia
Friedrich Creuzer propuso la noción de una religión primitiva monoteísta en 1810, una idea retomada por otros autores del período romántico, como J. J. Bachofen, pero a la que Johann Heinrich Voss se opuso decididamente. Goethe en una conversación con  Eckermann el 11 de marzo de 1832 discutió la Urreligión humana, que él caracterizó como naturaleza pura y razón [pura], de origen divino. La escena final de su Segunda Parte de Fausto (1832) se ha tomado como evocación de la «'Urreligión' de la humanidad».
Utilizado a menudo en el sentido de religión natural o religión indígena, el comportamiento religioso de las sociedades tribales premodernas como el chamanismo, el animismo y el culto a los antepasados en la mitología aborigen australiana, el término Urreligion también ha sido utilizado por los adherentes de diversas religiones para respaldar la afirmación de que su propia religión es de alguna manera "primigenia" o "más antigua" que las tradiciones competidoras. En el contexto de una fe religiosa determinada, la creencia literal en una creación puede ser la base de la primacía, por ejemplo, la literalidad bíblica o la creencia literal en los puranas hindúes.
En particular, el Urmonoteísmo comprende la afirmación histórica de que la religión primitiva era monoteísta. Algunos han rechazado esta hipótesis, y ciertos círculos apologéticos cristianos la defienden.
El misticismo germánico del siglo XIX a veces afirmaba que las runas germánicas daban testimonio de una religión primitiva.
Algunos nuevos movimientos religiosos más recientes que afirman restaurar la religión primitiva incluyen el Godianismo  y la Umbanda.